# Stazione di Ceregnano
La stazione di Ceregnano è una fermata ferroviaria posta sulla linea Rovigo-Chioggia, situata nel comune di Ceregnano. Fino al 24 giugno 2004 era una stazione.
L'impianto è servito da treni regionali limitati alle direttrici Rovigo-Adria-Chioggia ed è classificata come fermata.

## Strutture e impianti
La fermata dispone di un fabbricato viaggiatori che si compone di due piani entrambe non accessibili ai viaggiatori e non utilizzati.
Il piazzale è composto dal solo binario di corsa della linea.

## Movimento
Il servizio passeggeri è coperto da quarantadue treni regionali. Le loro principali destinazioni sono: Rovigo, Adria e Chioggia.